# Alexander Michailowitsch Swerew
Alexander Michailowitsch Swerew (russisch Александр Михайлович Зверев, englisch Alexander Mikhailovich Zverev; * 22. Januar 1960 in Sotschi, Russische SFSR, Sowjetunion) ist ein ehemaliger sowjetischer Tennisspieler und heutiger deutscher -trainer.

## Karriere
Alexander Swerew spielte im Laufe seiner Profikarriere hauptsächlich auf der ATP Challenger Tour. Im Grand Prix konnte er dagegen wenige Erfolge verzeichnen. Beim Turnier in Genf 1985 zog er nach einem Sieg über Damir Keretic in die zweite Runde ein. In der Weltrangliste erreichte er am 18. März 1985 mit Rang 175 seine beste Platzierung im Einzel, im Doppel konnte er zum selben Zeitpunkt Rang 307 belegen. Bei Grand-Slam-Turnieren stand er insgesamt dreimal im Hauptfeld: Jeweils im Einzel 1985 bei den Australian Open und 1986 in Wimbledon, sowie 1985 in der Mixedkonkurrenz der French Open.
Im Davis Cup absolvierte er zwischen 1979 und 1987 insgesamt 16 Begegnungen für die sowjetische Davis-Cup-Mannschaft. Von 26 Einzelpartien gewann er zwölf Mal, im Doppel konnte er sechs seiner insgesamt zehn Partien gewinnen.
1984 gewann er das Einzel bei den Internationalen Tennismeisterschaften von Polen in Katowice. Diese waren Bestandteil der Wettkämpfe der Freundschaft.

## Persönliches
Alexander Swerew ist mit der ehemaligen Tennisspielerin Irina Swerewa, geb. Fatejewa, verheiratet. Das Paar wohnte in Moskau, wo 1987 der erste Sohn Mischa geboren wurde. 1991 zog die Familie nach Hamburg; dort kam 1997 der zweite Sohn Alexander zur Welt. Die beiden Söhne sind inzwischen ebenfalls als Tennisprofis aktiv und werden von ihrem Vater trainiert. Sie spielen für Deutschland. Swerew betreute in den 1990er Jahren Jörn Renzenbrink als Trainer.